# Turekovac
Turekovac (en serbe cyrillique : Турековац) est une localité de Serbie située sur le territoire de la Ville de Leskovac, district de Jablanica. Au recensement de 2011, elle comptait 1 484 habitants.
Turekovac, officiellement classé parmi les villages de Serbie, est situé sur les bords de la Jablanica.

## Démographie

### Évolution historique de la population
| 1948  | 1953  | 1961  | 1971  | 1981  | 1991  | 2002  | 2011  |
| ----- | ----- | ----- | ----- | ----- | ----- | ----- | ----- |
| 1 453 | 1 591 | 1 730 | 1 783 | 1 860 | 1 804 | 1 794 | 1 484 |

|  |